# 21729 Kimrichards
21729 Kimrichards este un asteroid din centura principală de asteroizi.

## Descriere
21729 Kimrichards este un asteroid din centura principală de asteroizi. A fost descoperit pe 9 septembrie 1999 la Socorro, New Mexico, în cadrul proiectului LINEAR. Asteroidul prezintă o orbită caracterizată de o semiaxă mare de 2,35 ua, o excentricitate de 0,03 și o înclinație de 5,4° în raport cu ecliptica.